# Sam Riley
Samuel Peter W. Riley (sinh ngày 8 tháng 1 năm 1980) là nam diễn viên và ca sĩ người Anh. Anh được biết đến nhiều qua phim điện ảnh Control (2007), hay như vai Diaval trong phim Maleficent (2014).

## Thời thơ ấu
Riley sinh ra tại Menston, West Yorkshire, anh là con trai của bà Amanda, một y tá trường học, và ông Andrew Riley, một công nhân dệt vải.

## Đời tư
Năm 2011, Riley sống tại thành phố Berlin với vợ, nữ diễn viên Alexandra Maria Lara. Hai người kết hôn vào tháng 8/2009 và có một con trai tên Ben (sinh tháng 1/2014).

## Danh sách phim
| Năm  | Tên                             | Vai            | Ghi chú |
| ---- | ------------------------------- | -------------- | ------- |
| 2007 | Control                         | Ian Curtis     |         |
| 2008 | Franklyn                        | Milo           |         |
| 2010 | 13                              | Vincent Ferro  |         |
| 2010 | Brighton Rock                   | Pinkie Brown   |         |
| 2012 | On the Road                     | Sal Paradise   |         |
| 2012 | Byzantium                       | Darvell        |         |
| 2014 | The Dark Valley                 | Greider        |         |
| 2014 | Maleficent                      | Diaval         |         |
| 2015 | Suite Française                 | Benoit Labarie |         |
| 2016 | Pride and Prejudice and Zombies | Mr. Darcy      |         |
| 2016 | Free Fire                       | Stevo          |         |
| 2017 | SS-GB                           | Douglas Archer |         |
| 2018 | Happy New Year, Colin Burstead  | David          |         |
| 2018 | Sometimes Always Never          | Peter          |         |
| 2019 | Radioactive                     | Pierre Curie   |         |
| 2019 | Maleficent: Mistress of Evil    | Diaval         |         |
| TBA  | Rebecca                         | Jack Favell    |         |